# Meibomia dasyphylla
Meibomia dasyphylla là một loài thực vật có hoa trong họ Đậu. Loài này được (Miq.) Kuntze mô tả khoa học đầu tiên năm 1891.